# Manuel Sevillano
Manuel Sevillano Canals (ur. 2 lipca 1981 roku w Reus) – hiszpański siatkarz grający na pozycji przyjmującego lub atakującego; reprezentant Hiszpanii.

## Kariera klubowa
Swoją karierę sportową Manuel Sevillano rozpoczął w 1999 roku, grając w juniorskim klubie przygotowującym do gry w drużynach seniorskich. W 2000 roku dostał się do hiszpańskiego zespołu - Ciudad del Medio Ambiente Soria - gdzie grał przez 6 sezonów. Później przeszedł do ligi włoskiej, reprezentując barwy Cagliari Volley. W 2007 roku powrócił do ligi hiszpańskiej, gdzie z CV Pòrtol zdobył mistrzostwo Hiszpanii. W sezonie 2009/2010 jest zawodnikiem klubu Unicaja Almería.

## Kariera reprezentacyjna
- 2003 – Mistrzostwa Europy (8. miejsce)
- 2005 – Liga Europejska ( brązowy medal)
- 2005 – Igrzyska śródziemnomorskie ( srebrny medal)
- 2005 – Mistrzostwa Europy (4. miejsce)
- 2006 – Liga Europejska (6. miejsce)
- 2007 – Liga Europejska ( złoty medal)
- 2007 – Mistrzostwa Europy ( złoty medal)
- 2008 – Europejski Turniej Kwalifikacyjny do Igrzysk Olimpijskich
- 2008 – Światowy Turniej Kwalifikacyjny do Igrzysk Olimpijskich
- 2008 – Liga Światowa (13. miejsce)
- 2010 – Liga Europejska